# Hausmannsturm

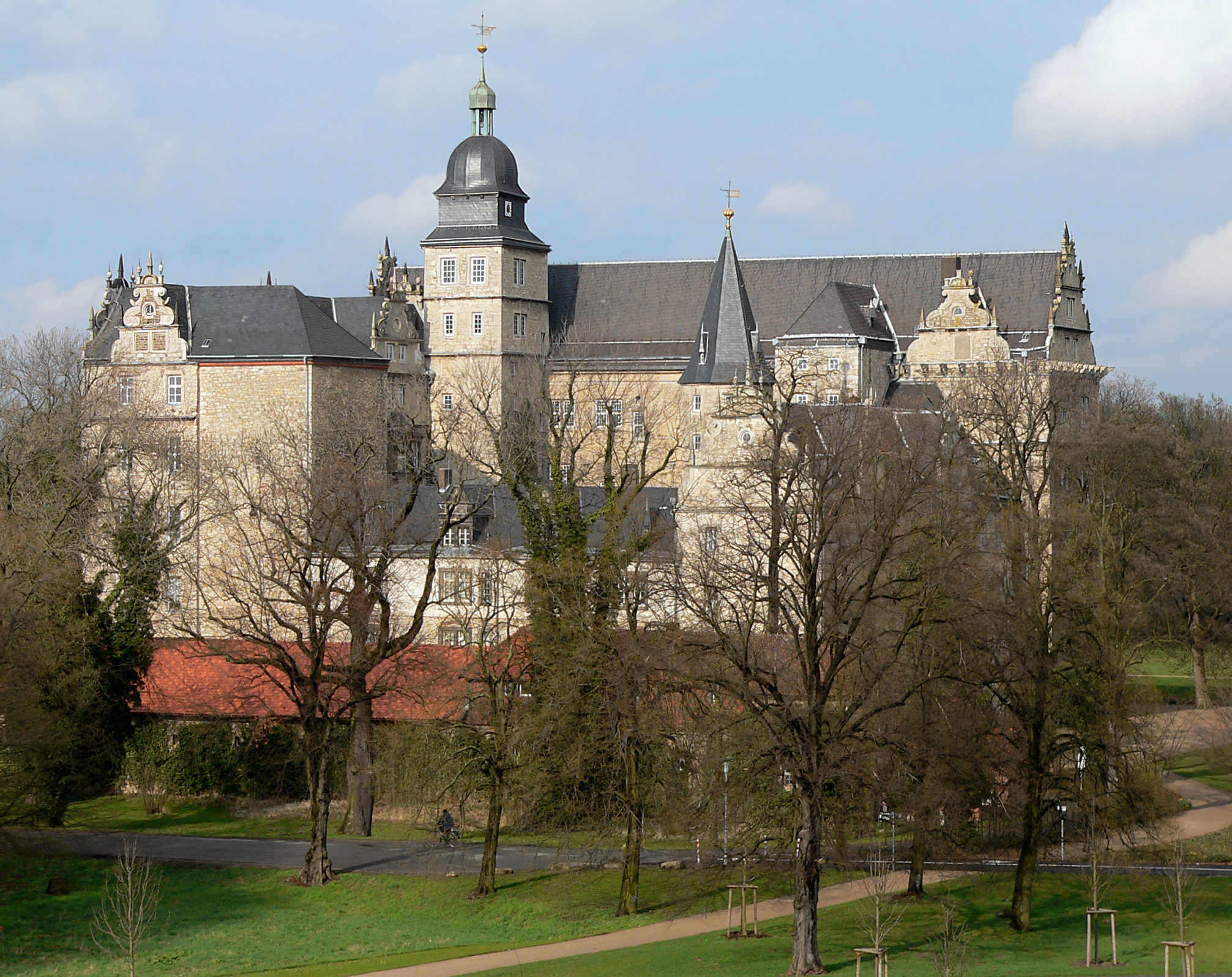
Der rund 30 m hohe Hausmannsturm von Schloss Wolfsburg als höchster Turm

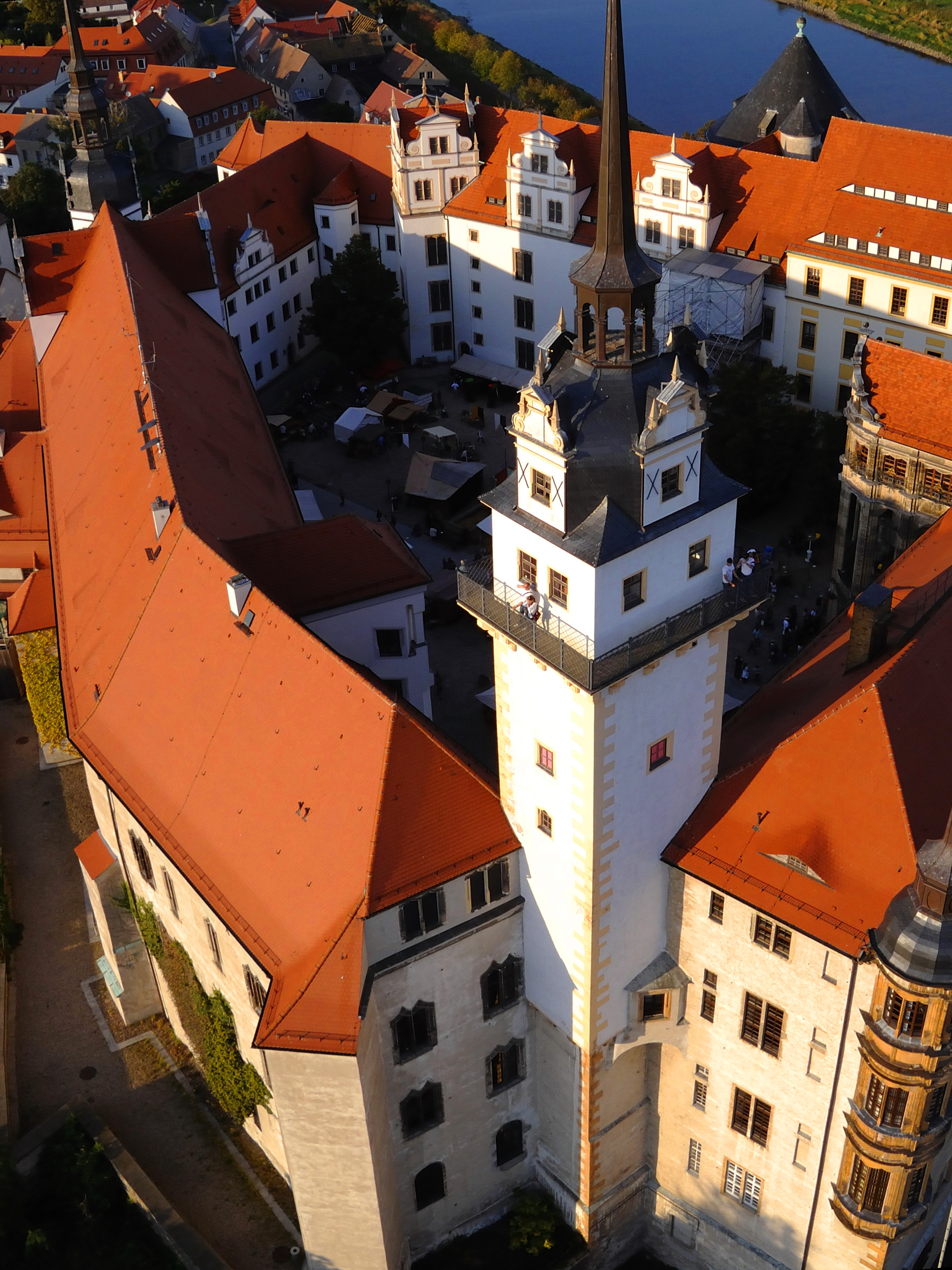
Hausmannsturm Schloss Hartenfels Torgau / Elbe

Als Hausmannstürme bezeichnet man Burg-, Schloss- oder Kirchtürme, in denen sich Türmerstuben oder auch Wohnungen für den Hausmann  oder Türmer befanden, der die Stadt oder das Umland der Burg von oben überwachte. Hausmannsstuben wurden bereits im 16. Jahrhundert errichtet und befanden sich meist an der höchsten Stelle der Stadt oder im höchsten Turm einer Burg.
Die Hausmänner gehörten oft zur städtischen Wache und hatten die Aufgabe, die Stundenglocken zu läuten, oft auch nachts die Viertelstunden mit dem Horn anzuzeigen, Feinde anzukündigen und vor Feuer und Gefahr zu warnen. Die letzten Hausmänner verließen zu Beginn des 20. Jahrhunderts ihre Posten in den Turmstuben, einige wenige aktive Türmer gibt es aber dennoch.

## Beispiele
Den Namen Hausmannsturm tragen die folgenden Bauwerke:
- Hausmannsturm des Schlosses Altenburg
- Hausmannsturm (Dresden)
- Hausmannsturm im Schloss Hartenfels
- Hausmannsturm im Schloss Erxleben
- Burg Hausmannsturm (Bad Frankenhausen)
- Hausmannstürme der Marktkirche Unser Lieben Frauen in Halle
- Hausmannsturm (Helmstedt)
- Hausmannsturm der ehemaligen Burg Liebenburg
- Hausmannsturm an der Georgenkapelle (Luckau)
- Hausmannsturm des Weimarer Stadtschlosses
- Hausmannsturm des Schlosses Wolfenbüttel
- Hausmannsturm des Schlosses Wolfsburg
- Hausmannsturm des Schlosses Hessen